# Gasela saudita
La gasela saudita (Gazella saudiya) és una espècie extinta de gasela. S'extingí per la cacera desmesurada a què va ser sotmesa.
Les anàlisis genètiques recents, en col·leccions d'aquest animal en captivitat, mostren que aquestes representen diferents espècies o híbrids.